# Yucca Mountain

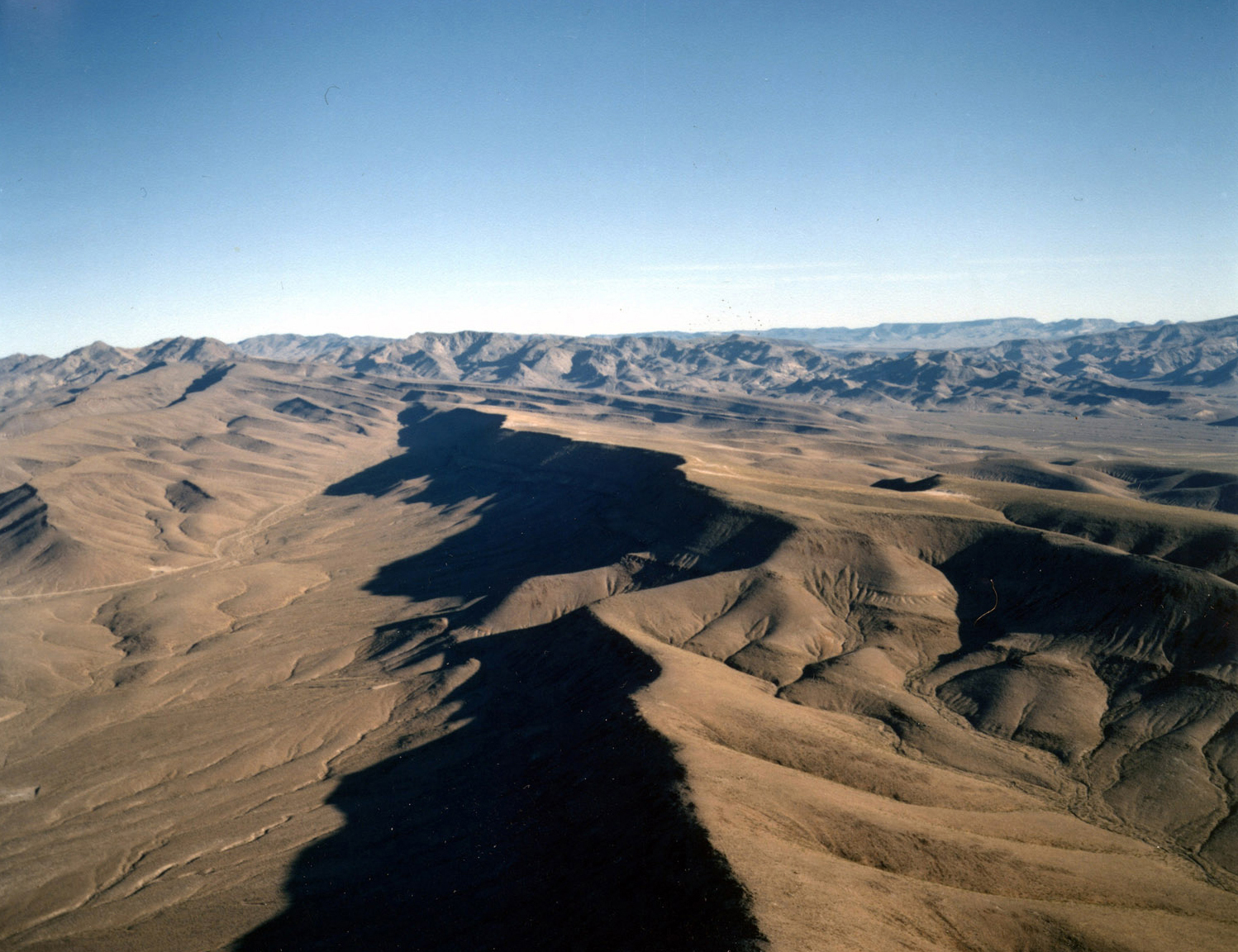
Yucca Mountain

Yucca Mountain är en bergsrygg i Nye County, Nevada, bestående av vulkaniskt material (mestadels tuff) utkastat av en nu utslocknad supervulkan. "Berget" är mest känt för att det är platsen för det av USA:s energidepartement föreslagna  Yucca Mountain Repository, ett förvar för använt kärnbränsle och annat radioaktivt avfall. Likt många andra kärnavfallsförvar, är Yucca Mountain Repository mycket kontroversiellt.